# ریچارد پارکز بونینگتون
ریچارد پارکز بونینگتون (انگلیسی: Richard Parkes Bonington; ۲۵ اکتبر ۱۸۰۲ – ۲۳ سپتامبر ۱۸۲۸) نقاش رمانتیک منظره‌نگار انگلیسی بود که در ۱۴ سالگی به فرانسه نقل مکان کرد. او را می‌توان یک نقاش فرانسوی و بینابینی دانست که جنبه‌هایی از سبک انگلیسی را به فرانسه آورد. او پس از مرگ نابهنگام‌اش به یکی از تأثیرگذارترین هنرمندان بریتانیایی زمان خود تبدیل شد. شیوایی و سادگی سبک هنری او از استادان کهن الهام گرفته بود، با این حال در اجرا کاملاً مدرن بود. مناظر او عمدتاً از صحنه‌های ساحلی، با افقی پست و نمایی وسیع از آسمان تشکیل شده بودند و در آنها بهره‌برداری ماهرانه‌ای از نور و جَو دیده می‌شد. او همچنین نقاشی‌های کوچک تاریخی را به سبک آزاد و سیال تروبادور خلق می‌کرد.

## نگارخانه

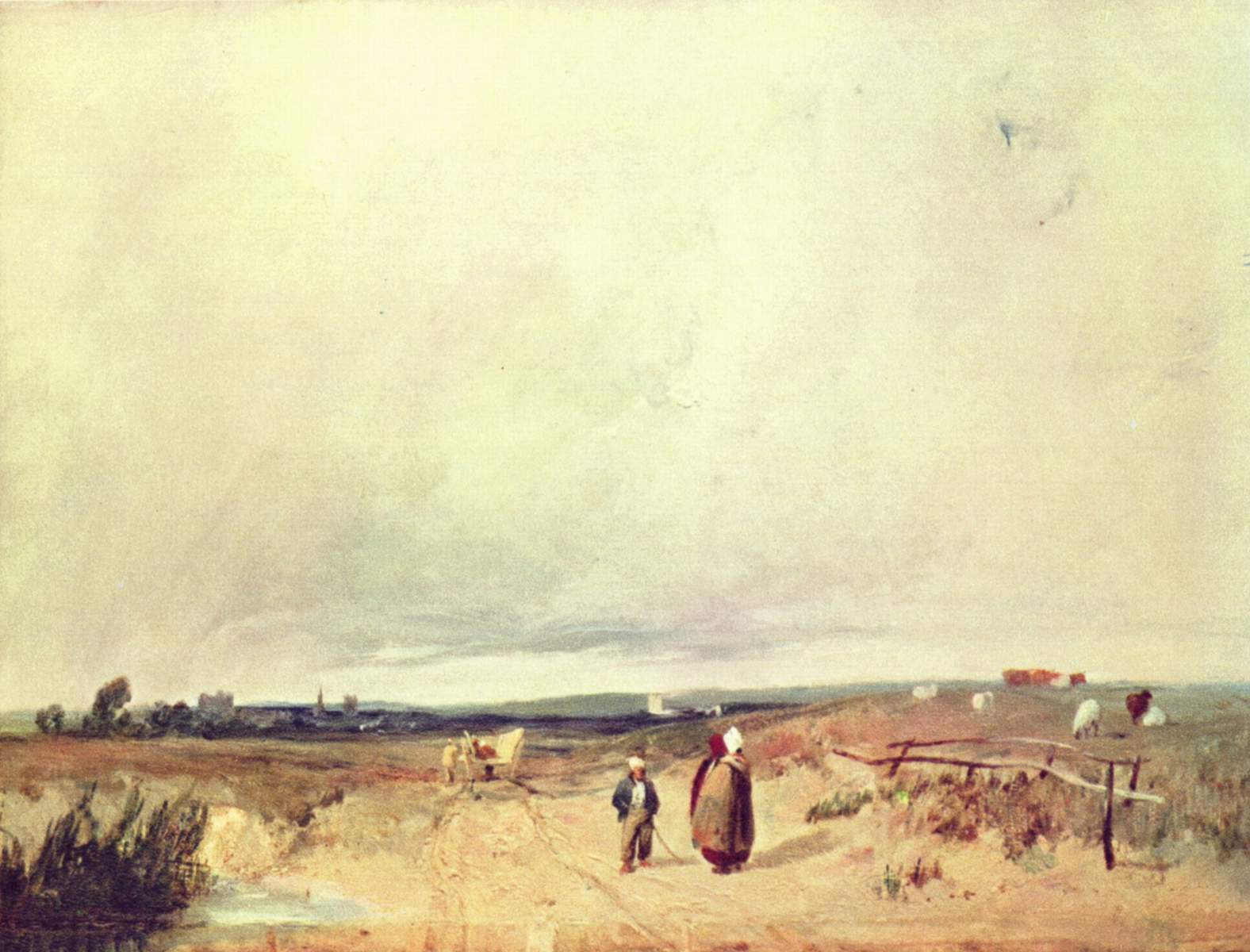
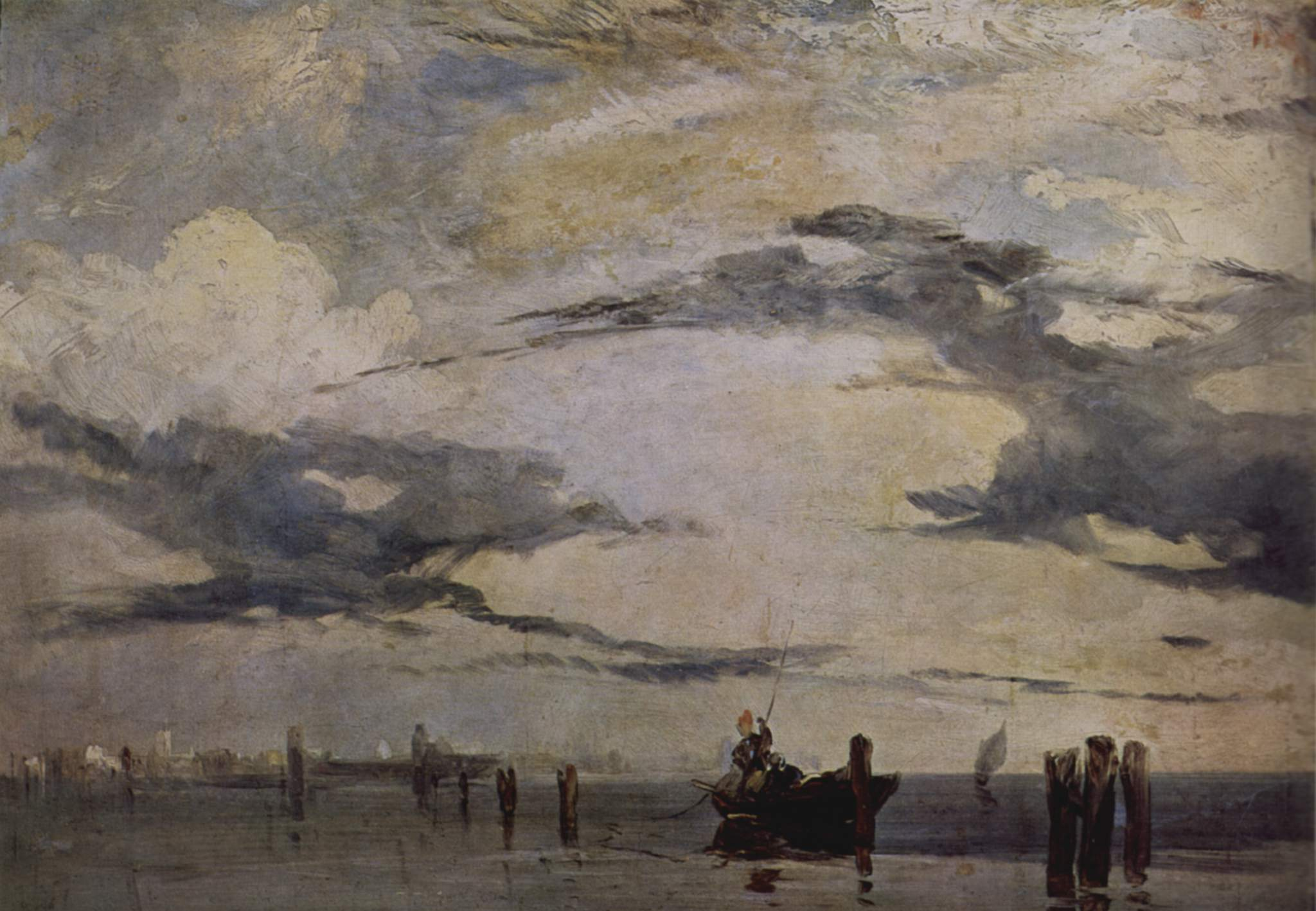
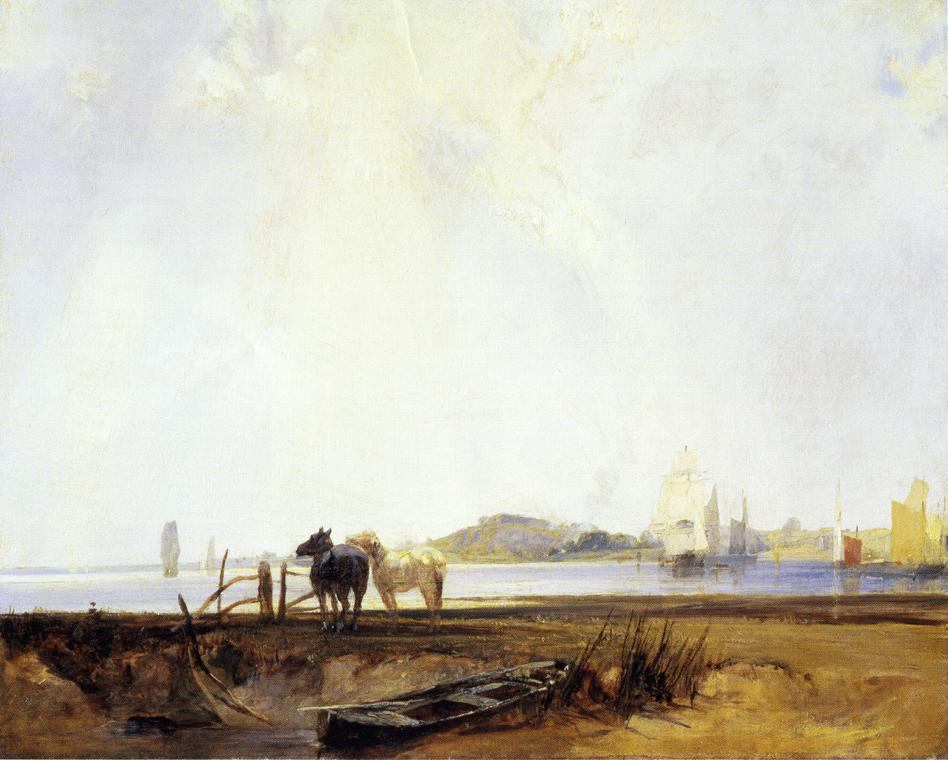